# Línea 670 (San Martín)
La línea 670 es una línea de colectivos municipal del Gran Buenos Aires. Circula por el partido de San Martín, la línea es prestada por La Nueva Metropol, siendo operada por la compañía La Isleña. Une a José León Suárez, Loma Hermosa y Villa Ballester con la Estación San Martín
El servicio cuenta con tarjeta SUBE.

## Ramales
- Cartel Amarillo: Lanzone - San Martín por Av. 9 de Julio
- Cartel Azul: Loma Hermosa - Est. Suárez por Barrio 9 de Julio
- Cartel Blanco: Villa Lynch por Av. 9 de Julio
- Cartel Naranja: Villa Hidalgo - Libertador - San Martín por 1° de Agosto de 1806
- Cartel Rojo: Loma Hermosa - San Martín por Barrio Sarmiento
- Cartel Verde: Loma Hermosa - San Martín por Villa Ballester